# Rok tří císařů
Jako rok tří císařů je označován rok 1888, kdy po smrti císaře Viléma I. nastoupil na německý trůn jeho syn Fridrich III., který zemřel ještě téhož roku po 99 dnech vlády, takže na trůn nastoupil Vilém II., který vládl jakožto poslední císař do roku 1918, kdy abdikoval v důsledku německé prohry v první světové válce. Proto je rok 1888 nazýván „rokem tří císařů“ (německy Dreikaiserjahr). Nastoupivší císař Vilém II. propustil v roce 1890 říšského kancléře Otto von Bismarcka.